# Williams-Brice Stadium
O Williams-Brice Stadium é um estádio localizado em Columbia (Carolina do Sul), Carolina do Sul, Estados Unidos, possui capacidade total para 80.250 pessoas, é a casa do time de futebol americano universitário South Carolina Gamecocks da Universidade da Carolina do Sul. O estádio foi inaugurado em 1934.